# Штеффі Меннінг
Штеффі Меннінг (нім. Steffi Menning; нар. 2 січня 1971) — колишня німецька тенісистка.
Найвищу одиночну позицію світового рейтингу — 188 місце досягла 31 липня 1989, парну — 393 місце — 23 жовтня 1989 року.
Здобула 1 одиночний та 1 парний титул туру ITF.
Завершила кар'єру 1992 року.

## Фінали ITF

### Одиночний розряд (1–0)
| Легенда         |
| --------------- |
| турніри $10,000 |

| Результат | Ранг | Дата          | Турнір              | Покриття | Суперниця        | Рахунок       |
| --------- | ---- | ------------- | ------------------- | -------- | ---------------- | ------------- |
| Перемога  | 1.   | 8 лютого 1988 | Ставангер, Норвегія | Килим    | Марія Страндлунд | 6–4, 6–7, 6–4 |

### Парний розряд (1–0)
| Результат | Ранг | Дата         | Турнір             | Покриття | Партнерка      | Суперниці              | Рахунок       |
| --------- | ---- | ------------ | ------------------ | -------- | -------------- | ---------------------- | ------------- |
| Перемога  | 1.   | 7 січня 1991 | Бамберг, Німеччина | Килим    | Мартіна Павлік | Забіне Ауер Гайке Томс | 6–4, 6–7, 6–3 |